# 바다사자 작전
바다사자 작전(독일어: Unternehmen Seelöwe, 영어: Operation Sea Lion, Operation Sealion)은 나치 독일의 영국 침략 전투 작전명으로, 영국 남부에 신속히 상륙하여 수십만의 독일군을 영국 본토로 신속히 수송해 영국을 점령한다는 계획이었다.

## 전투
바다사자 작전은 1940년 7월 프랑스가 함락된 이후, 1940년 9월 15일까지 70만의 독일군 병력을 영국 남부 해안에 상륙하는 것을 목표로 만들어진 작전이다.
독일군은 지상 전력으로는 영국을 압도하고도 남았으며, 됭케르크 철수 이후 사실상 막 도망쳐온 수준이었지만, 문제는 영국의 강력한 해군력이었고, 이에 공군 원수 괴링이 공군을 동원하여 영국을 제압하겠다고 하였다.
초기 독일은 항공 전력으로 영국의 방어 시설 및 전쟁 수행을 억제하기 위해, 나치 독일은 당시 독일 공군 총사령관 헤르만 괴링 원수는 아들러 안 그라프 작전을 수립하고 1940년 8월 13일부터 작전을 개시, 독일공군 루프트바페의 모든 것을 동원하여 공격했다.
영국 본토 항공전은 2개월 넘게 영국 남동쪽 상공에서 벌어졌으며, 지속된 독일의 공격에도 불구하고 영국의 스핏파이어 기와 허리케인 기는 침략을 저지하면서 독일의 메세르슈미트 BF109기들을 물리쳤다. 결국 영국 본토 항공전에서 1800대의 항공기를 잃고, 이후 바르바로사 작전을 준비하기 위해서 취소되었다.

## 같이 보기
- 몰락 작전